# 小行星2986
小行星2986（2986 Mrinalini）是一颗围绕太阳公转的小行星。1960年9月24日，C. J. 万·豪敦、I. 万·豪敦-格勒内费尔德、T. 赫雷爾斯在帕洛马山发现了此天体。
該小行星以印度舞蹈家姆里納利尼·薩拉拜命名。
这颗小行星的绝对星等为303.9457371985954等。